# Wa (Ghana)
Wa jest stolicą regionu Północno-Zachodniego w Ghanie i głównym miastem ludzi Wala, jedynym dużym miastem w Ghanie gdzie większość mieszkańców to muzułmanie. Mieszkają tam też katolicy i chrześcijanie innych wyznań, a relacje społeczne między nimi ogólnie są dobre. Wa jest siedzibą Wa Na, najwyższego wodza tradycyjnego obszaru Wala. W mieście znajduje się kilka meczetów, pałace Wa Na, muzeum i rezerwat hipopotamów. Miasto jest ośrodkiem transportu w północno-zachodniej części Ghany, z drogami pierwszej kategorii wiodącymi na południe do Kumasi, na północ do Hamile i Burkina Faso i na północny wschód do Tumu i Regionu Północno-Wschodniego. Jest tu też małe lotnisko.

## Historia
Wa jest zamieszkane od kilkuset lat, najpierw przez Lobi i ludzi Dagaare, następnie przez mahometańskich uczonych i kupców, którzy osiedlali się tam, by partycypować w transsaharyjskim handlu. Przybysze ci przyswoili sobie język Dagaare i w pewnej mierze uprościli jego gramatykę, jak również włączali liczne słowa zapożyczone z Hausa. Nazwa miasta Wa oznacza w języku Waali przybywać.

## Środowisko
Wa leży w południowej części Sahelu, półsuchego obszaru na południe od Sahary, który sięga z Senegalu do Sudanu. Średnie roczne opady wynoszą około 1000 mm, niemal wszystkie występują między majem i październikiem. Następny sezon po porze deszczowej jest chłodnym i suchym okresem nazwanym Harmattan (w języku Waali sesiao sanga), kiedy dmucha ciągły, nasycony pyłem północny wiatr z Sahary. Najgorętszy okres roku występuje w lutym i w marcu, kiedy temperatury w ciągu dnia często osiągają 42°C.

## Żywność i rolnictwo
W przeciwieństwie do swojego miejskiego statusu, Wa w wielu dziedzinach jest jeszcze społeczeństwem rolniczym i wielu ludzi prowadzi małe gospodarstwa rolne. Głównym zbiorami są zboże, proso, pochrzyn chiński, okra i orzeszki ziemne. W kilku obszarach uprawiany jest też ryż wyżynny. Ważną uprawą owoców jest mangowiec. Orzechy shea (Vitellaria paradoxa) są zbierane z dziko rosnących drzew, w celach konsumpcyjnych lub do produkcji masła shea i kosmetyków.
Podstawowa żywność Wa jest znana z angielskiego jako T-Zed, od skrótu wyrażenia w języku Hausa tuo zaafi, znaczącego bardzo ostre. W Waali ta żywność nazywana jest sao. Jest to bardzo gęsty kleik z mąki kukurydzianej, jedzony jak fufu – przez odrywanie kawałka i wkładanie go do zupy.

## Urząd Wa
Najwyższy wódz ludzi Wala jest znany jako Wa Na (Na w języku Waali oznacza główny).
Stanowisko to ma bardzo długą historię spisaną w różnych dokumentach po arabsku i w hausa. Spór o kolejność dziedziczenia stanowiska Wa Na rozpoczął się po śmierci Wa Na w 1998. Ten zajadły i czasami gwałtowny spór został częściowo rozwiązany w 2003 po wyborze nowego Wa Na. Jego niefortunna śmierć we wrześniu 2006 ponownie spowodowała niepewną przyszłość Wa Na.
Pałac Wa Na jest dobrym przykładem tradycyjnej architektury Sahelu, z wyglądem zewnętrznym podobnym do głównego meczetu w Bobo-Dioulasso.

## Festival Dumba
Jest najważniejszym tradycyjnym wydarzeniem Wa, najczęściej obchodzone jest pod koniec września, podczas żniw. Główną atrakcją roku jest ceremonia, w której Wa Na tańczy nad małą krową leżącą na ziemi. Zgodnie z tradycyjną wiarą, gdyby wódz dotknął krowę jakąkolwiek częścią ciała lub odzieży, prawdopodobnie umarłby w ciągu najbliższego roku. I na odwrót, jeśli zatańczy nad krową szczęśliwie, w nadchodzącym roku będzie mu sprzyjało szczęście .

## Współpraca
Miejscowość partnerska:
- Ieper, Belgia